# Konstantin Syrjanov
Konstantin Georgijevitj Syrjanov (på russisk Константин Георгиевич Зырянов) (født 5. oktober 1977 i Perm, Sovjetunionen) er en russisk tidligere fodboldspiller, der spillede som midtbanespiller. Han spillede gennem karrieren for FC Zenit, Torpedo Moskva og Amkar Perm.
Syrjanov blev i 2007 kåret til Årets Spiller i russisk fodbold.

## Landshold
Syrjanov nåede i sin tid som landsholdsspiller (2006-2012) at spille 52 kampe og score 7 mål for det russiske landshold, som han debuterede for i 2006. Han var efterfølgende en del af den russiske trup til EM i 2008, hvor holdet nåede semifinalerne. Efterfølgende blev Syrjanov af UEFA udtaget til turneringens All-Star hold.

## Personlige Liv
Syrjanov blev ramt af en tragedie i august 2002, da hans kone Olga, som var narkoman, sprang fra deres ottende etages lejlighed med hans fire-årige datter i hånden. Hans datter døde den samme aften som tragedien fandt sted og hans kone døde en måned senere. Hans far og bror er døde to år forinden. Hans nye partner Natalia og ham fik deres første barn, en dreng der hedder Lev, den 20. september 2008. Han giftede sig med Natalia den 9. juni 2010.  Deres andet barn, en pige ved navn Henríette, blev født den 9. januar 2012.